# Francois e le coccinelle
Francois e le Coccinelle sono una band italiana di rock and roll comico, formatasi a Catania nel 1989.

## Storia del gruppo
Si formano a Catania nel 1989; il nome della band è un palese tributo, il primo di una lunga serie, a Ghigo Agosti ed alla sua più celebre canzone, Coccinella (che era a sua volta un tributo al celebre transessuale parigino Coccinelle). Pubblicano già l'anno successivo un 45 giri autoprodotto contenente due cover, Oh Mama (voglio l'uovo alla coque) di Clem Sacco (il quale considera pubblicamente il frontman del gruppo, Francois, il proprio erede) e l'inevitabile Coccinella di Ghigo, ben presto distribuito dalla Toast Records di Torino. Nel 1991 rappresentano la Sicilia al Festival Anagrumba di Capoterra (Cagliari) e il loro brano Oostia appare live sulla relativa omonima compilation; ad oggi questa rimane l'unica registrazione live ufficiale della band pubblicata su un disco.
Nel 1992 partecipano al Festival di Sanscemo con la canzone Banana (frutto di moda), ancora una cover dell'immancabile Ghigo pubblicata prima sulla relativa compilation e successivamente, nel 1998, sul Best of intitolato Il meno peggio di Sanscemo.
Nel 1993 sono presenti in un'ulteriore compilation, quest'ultima molto autorevole, Punto Zero, l'audio-rivista in vinile, della Toast Records con il pezzo Se non mi baci più. 
Nel 1994 una versione in studio del loro brano Oostia viene pubblicata sul secondo volume della compilation 095 codice interattivo. Si impongono velocemente come live band grazie anche alla apprezzabile presenza scenica e si esibiscono con notevole frequenza ma non riescono a maturare il progetto complessivo di un album, sino alla seconda metà degli anni duemila quando il rilancio dell'attività live, in coincidenza con la chiusura di alcuni progetti satellite, porta finalmente al coronamento di una carriera allora ormai praticamente ventennale con un album in studio intitolato Ma a che livello siamo sul mare? contenente solo una cover, Non ho dormito mai, versione italiana di Love potion no.9 di Jerry Leiber e Mike Stoller, e tutti nuovi brani originali. Subito dopo la pubblicazione dell'album partecipano alla compilation Radio Magma con il brano inedito Sono guarito. Entrambi i dischi, l'album ed il singolo, sono disponibili anche in versione streaming.
Il ventesimo compleanno della band viene celebrato ufficialmente il 26 dicembre 2009 con un concerto-evento ricco di partecipazioni.
Nel corso di questo (primo) ventennio sul palco, la vera dimensione della band, Francois e le Coccinelle hanno duettato con artisti di spicco della scena italiana tra i quali lo stesso Ghigo ed il concittadino Luca Madonia ma anche con emergenti come The Acappella Swingers.
Nel 2010 esce nelle sale Una notte blu cobalto, il film di Daniele Gangemi nel quale Francois e le Coccinelle interpretano se stessi sul palco durante una notte catanese. Nel 2012 tornano sul grande schermo con Baci salati, ambientato negli anni '60. 
Nel 2019 tornano in sala di incisione per festeggiare i dieci anni di collaborazione con la compagnia teatrale delle Officine del Gatto Blu. Il disco è una raccolta di successi, perlopiù cover, eseguiti nelle tantissime serate al teatro catanese con l'aggiunta di un pezzo scritto appositamente, Al tavolo del Gatto Blu.

## Formazione

### Formazione attuale
- Francesco 'Francois' Turrisi - voce[3]
- Fabio Finocchiaro - chitarre[4]
- Toni Carbone - basso elettrico
- Ruggero Rotolo - batteria

### Ex componenti
- Antonio Pisani - basso elettrico
- Alessandro La Boria - batteria[5]
- Carmelo Carbonaro - chitarre
- Francesco Grasso - batteria
- Lucio Renna - basso elettrico

## Notizie varie
- Sulla copertina del 45 giri del 1990 la nota canzone di Ghigo, Coccinella, viene indicata come Oh Coccinella. La variazione non è volontaria, è dovuta semplicemente ad un refuso del tipografo che doveva essersi confuso con il titolo del brano presente sull'altra facciata del vinile, Oh mama. Sull'etichetta del vinile il titolo è indicato correttamente.
- Una canzone della band, a lungo inedita ma finalmente pubblicata nell'album Le Officine del Gatto Blu, Il disoccupato , è dedicata alla storia di Biagio Solise, il personaggio interpretato nel 1973 da Giancarlo Giannini nel film di Alberto Lattuada Sono stato io!.

## Discografia

### 45 giri
- Oh mama (voglio l'uovo alla coque) - Oh Coccinella (1990), UOV 001

### Album
- Ma a che livello siamo sul mare? (2007), UOV 002[6]
- Le Officine del Gatto Blu (2019), Rockers Island – 104446 #1.

### Compilation
- Anagrumba decibel (1991), Corus - Oostia (live) (A. Pisani, F. Turrisi).
- Sanscemo '92 (1992), Mercury - Banana (frutto di moda) (G. Agosti).
- Punto Zero (1993), Toast Records - Se non mi baci più (A. Pisani)
- 095 Codice Interattivo II (1994), CrossOver production - Oostia (A.Pisani, F.Turrisi).
- Radio Magma (2007), SK Studio - Sono guarito (F. Turrisi, F. Finocchiaro, A. La Boria, L. Renna).

## Filmografia
- Una notte blu cobalto (2008), di Daniele Gangemi.
- Baci salati (2012), di Antonio Zeta.